# Pettingen
Pettingen (Luxemburgs: Pëtten, Duits: Pittingen) is een plaats in de gemeente Mersch en het kanton Mersch in Luxemburg. Pettingen telt 198 inwoners (2001).
In Pettingen staan de ruïnes van het Kasteel Pettingen.
Het geografisch middelpunt van Luxemburg ligt in een bos vlakbij. Er is een klein monument te bezichtigen.
Beringen · Berschbach · Essingen · Mersch · Moesdorf · Pettingen · Reckange · Rollingen · Schoenfels

Luxemburgse gemeenten · Kanton Mersch · Luxemburg